# Matematyka czysta
Matematyka czysta – matematyka motywowana innymi celami niż jej praktyczne zastosowanie. Odróżnia się poprzez swój rygoryzm i abstrakcję. Jako odrębna dziedzina nauk matematycznych funkcjonowała od XIX w., czasem określano ją też jako matematykę spekulatywną, i przeciwstawiano koncepcji matematyki tworzonej dla usprawniania innych dziedzin nauki czy techniki, jak nawigacja, astronomia, fizyka itd.
Jedną z ważniejszych idei estetycznych w czystej matematyce jest ogólność – czysta matematyka często ujawnia tendencję do generalizacji. Tendencja ta przejawia się na wiele sposobów, jak choćby dowodzenie twierdzeń przez słabsze założenia lub definiowanie struktur matematycznych przy użyciu jak najmniejszej ilości założeń.